# Фаще (Вармінсько-Мазурське воєводство)
Фаще (пол. Faszcze, нім. Faszen; 1938-45: Fasten) — село в Польщі, у гміні Міколайки Мронґовського повіту Вармінсько-Мазурського воєводства.
Населення — 173 особи (2011).

## Демографія
Демографічна структура станом на 31 березня 2011 року:
|          | Загалом | Допрацездатний вік | Працездатний вік | Постпрацездатний вік |
| -------- | ------- | ------------------ | ---------------- | -------------------- |
| Чоловіки | 88      | 26                 | 56               | 6                    |
| Жінки    | 85      | 16                 | 57               | 12                   |
| Разом    | 173     | 42                 | 113              | 18                   |